# Boliwia na Mistrzostwach Świata w Lekkoatletyce 2013
Boliwia na Mistrzostwach Świata w Lekkoatletyce 2013 – reprezentacja Boliwii podczas mistrzostw świata w Moskwie liczyła 2 zawodników.

## Występy reprezentantów Boliwii
| Konkurencja          | Zawodnik      | Finał    | Finał   |
| Konkurencja          | Zawodnik      | Rezultat | Pozycja |
| -------------------- | ------------- | -------- | ------- |
| Chód na 20 km kobiet | Ángela Castro | 1:36:33  | 50.     |
| Chód na 20 km kobiet | Wendy Cornejo | 1:36:06  | 46.     |